# James O’Hanlon Patterson
James O’Hanlon Patterson (* 25. Juni 1857 in Barnwell, Barnwell County, South Carolina; † 25. Oktober 1911 ebenda) war ein US-amerikanischer Politiker. Zwischen 1905 und 1911 vertrat er den Bundesstaat South Carolina im US-Repräsentantenhaus.

## Werdegang
James Patterson wurde an privaten Schulen in seinem Heimatort Barnwell und in Augusta (Georgia) erzogen. Nach einem anschließenden Jurastudium und seiner im Jahr 1886 erfolgten Zulassung als Rechtsanwalt begann er in Barnwell in seinem neuen Beruf zu arbeiten. Zwischen 1888 und 1892 war Patterson Richter am Nachlassgericht im Barnwell County.
Politisch schloss sich Patterson der Demokratischen Partei an. Zwischen 1899 und 1904 war er Abgeordneter im Repräsentantenhaus von South Carolina. Bei den Kongresswahlen des Jahres 1904 wurde er im zweiten Wahlbezirk von South Carolina in das US-Repräsentantenhaus in Washington, D.C. gewählt, wo er am 4. März 1905 die Nachfolge von Theodore G. Croft antrat. Nach zwei Wiederwahlen konnte Patterson bis zum 3. März 1911 drei zusammenhängende Legislaturperioden im Kongress absolvieren.
Nach dem Ende seiner Zeit im US-Repräsentantenhaus arbeitete James Patterson wieder als Anwalt. Er starb nur wenige Monate nach seinem Ausscheiden aus dem Kongress am 25. Oktober 1911 und wurde in seinem Wohnort Barnwell beigesetzt.